# Barbara Bush
Barbara Pierce Bush (New York, 8 giugno 1925 – Houston, 17 aprile 2018) è stata una first lady statunitense, moglie dell'ex-presidente George H. W. Bush e madre di George W. Bush.
Dopo Abigail Adams, è stata la seconda americana a diventare first mother dopo essere stata first lady e second lady, quando suo figlio è stato eletto presidente. 
È stata inoltre una delle first lady più longeve della storia americana.

## Biografia
Terza figlia di Pauline Robinson (1896-1949) e Marvin Pierce (1893-1969), presidente della McCall Corporation, che pubblicava la popolare rivista Redbook and McCall's, incontrò all'età di 16 anni il suo futuro marito. Nel 1938 cambiò istituto scolastico trasferendosi nella scuola privata a Rye Country Day School, dove ha studiato anche danza. In seguito lasciò il college che frequentava, a Northampton, Massachusetts. I due si sposarono il 6 gennaio 1945, ed ebbero in seguito sei figli: George, 43º presidente degli Stati Uniti; Robin (1949 -1953); Jeb, 43º governatore della Florida; Neil (1955); Marvin (1956) e Dorothy (1959).
Importante figura sociale si distinse per quanto riguarda l'alfabetizzazione, grazie all'istituzione a suo nome: Barbara Bush Foundation for Family Literacy. Il 1º gennaio 2014 era stata ricoverata in gravi condizioni presso Houston a causa di un principio di polmonite ed evidenti difficoltà respiratorie. È deceduta il 17 aprile 2018 dopo due giorni di agonia, a causa di una malattia polmonare e per problemi cardiaci. In seguito ai funerali privati che si sono tenuti il 21 aprile presso la Saint Martin's Episcopal Church a Houston, è stata sepolta presso la George Bush Presidential Library a College Station.

### Second lady degli Stati Uniti
Nel 1980, Bush è stato nominato vicepresidente degli Stati Uniti da Ronald Reagan. Dopo aver vinto le elezioni, Barbara è diventata second lady. Organizzava spesso feste nella residenza vicepresidenziale. Ha seguito protocolli e cerimonie, anche se con riluttanza. Poiché era una casalinga, è stata attaccata dalle organizzazioni femministe e dal movimento di liberazione delle donne. Sosteneva che le donne avevano la libera scelta se intraprendere una carriera professionale o prendersi cura della propria casa e della propria famiglia. Condivideva maggiormente le opinioni conservatrici del marito, ma su alcune questioni di visione del mondo aveva una posizione diversa. Le sue opinioni liberali riguardavano, tra l'altro, aborto, matrimonio tra persone dello stesso sesso, controllo della vendita di armi da fuoco e parità femminile.

### First lady degli Stati Uniti

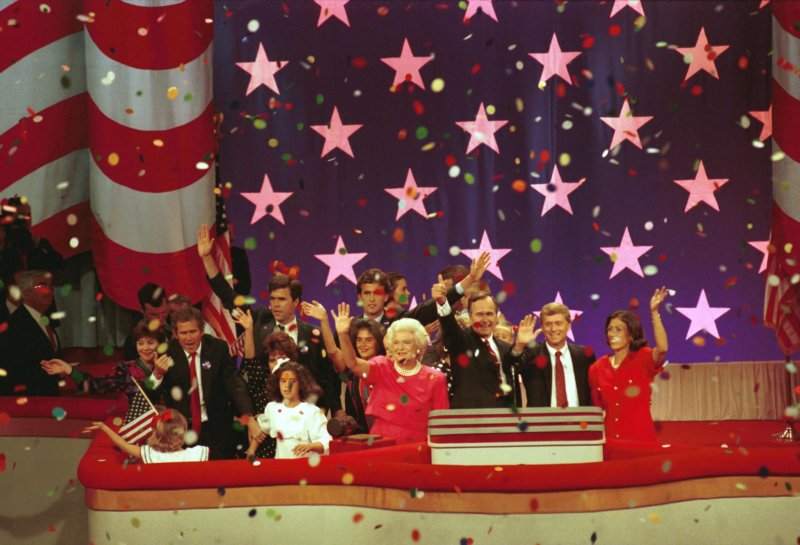
La famiglia Bush e la coppia vicepresidenziale Quayle alla Convention nazionale repubblicana del 1988.

Come moglie del vicepresidente e poi presidente - Barbara Bush ha sostenuto e lavorato per la causa dell'alfabetizzazione universale; Ha fondato la Barbara Bush Foundation for Family Literacy mentre era first lady, un lavoro che ha continuato dopo aver lasciato la Casa Bianca.
Come Abigail Adams, è stata la moglie e la madre dei presidenti degli Stati Uniti.
L'alfabetizzazione familiare è stata la causa di Barbara Bush come First lady, e l'ha definita "il problema più grande che abbiamo". È stata coinvolta in molte organizzazioni di alfabetizzazione, ha fatto parte di comitati di alfabetizzazione e ha presieduto molte organizzazioni di lettura. Alla fine, ha contribuito a sviluppare la Barbara Bush Foundation for Family Literacy. Ha continuato la sua dedizione per eliminare il ciclo generazionale dell'analfabetismo negli Stati Uniti sostenendo programmi in cui i genitori ei loro figli piccoli possono imparare insieme. All'inizio degli anni '80, dopo che le statistiche hanno mostrato che gli immigrati nati all'estero dall'America Latina erano quasi quintuplicati dal 1960, le statistiche hanno mostrato che 35 milioni di adulti non erano in grado di leggere al di sopra dell'ottavo anno e 23 milioni non potevano leggere oltre il quarto livello. La signora Bush è apparsa al The Oprah Winfrey Show per discutere della situazione e ha parlato regolarmente a Ms. Bush's Story Time, un programma radiofonico nazionale che ha sottolineato l'importanza della lettura ad alta voce ai bambini. I loro figli, Jeb Bush e Dorothy Bush Koch, sono co-presidenti della Barbara Bush Foundation for Family Literacy. Durante la sua vita, la signora Bush è stata attiva nella fondazione ed è stata presidente onoraria.
È stata attiva nella White House Historical Association e ha lavorato per rivitalizzare il White House Preservation Fund, che è stato ribattezzato White House Endowment Trust. Il trust raccoglie fondi per la ristrutturazione e il restauro in corso della Casa Bianca. Ha raggiunto il suo obiettivo di raccogliere $ 25 milioni per la dotazione. In generale, il personale della residenza della Casa Bianca considerava Barbara Bush la più gentile e calma delle First ladies con cui avevano a che fare. 
Nel marzo 1989, l'ufficio stampa di Bush riferì che aveva il morbo di Graves.

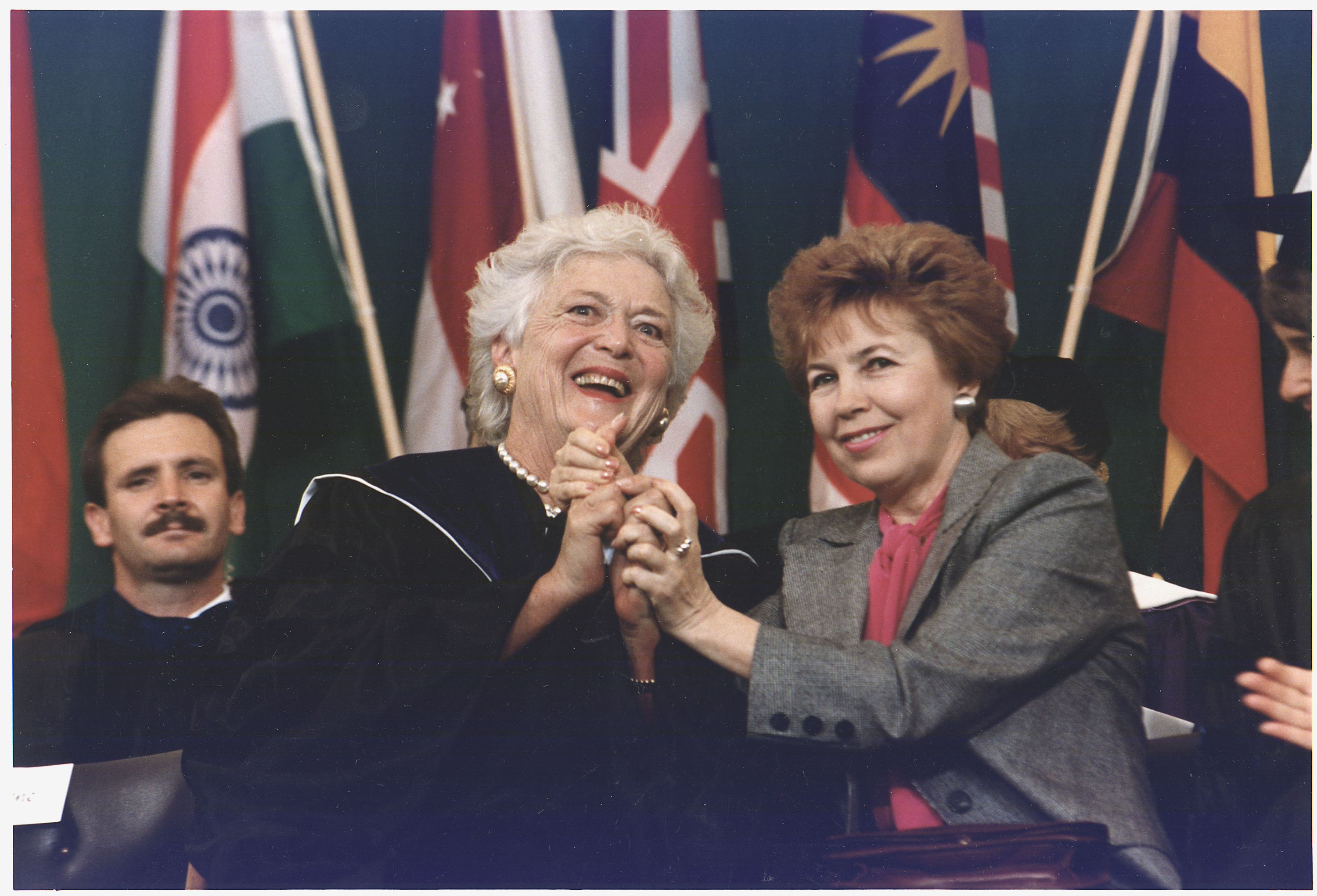
Barbara Bush e Raisa Gorbachev pronunciano un discorso al Wellesley College nel 1990.

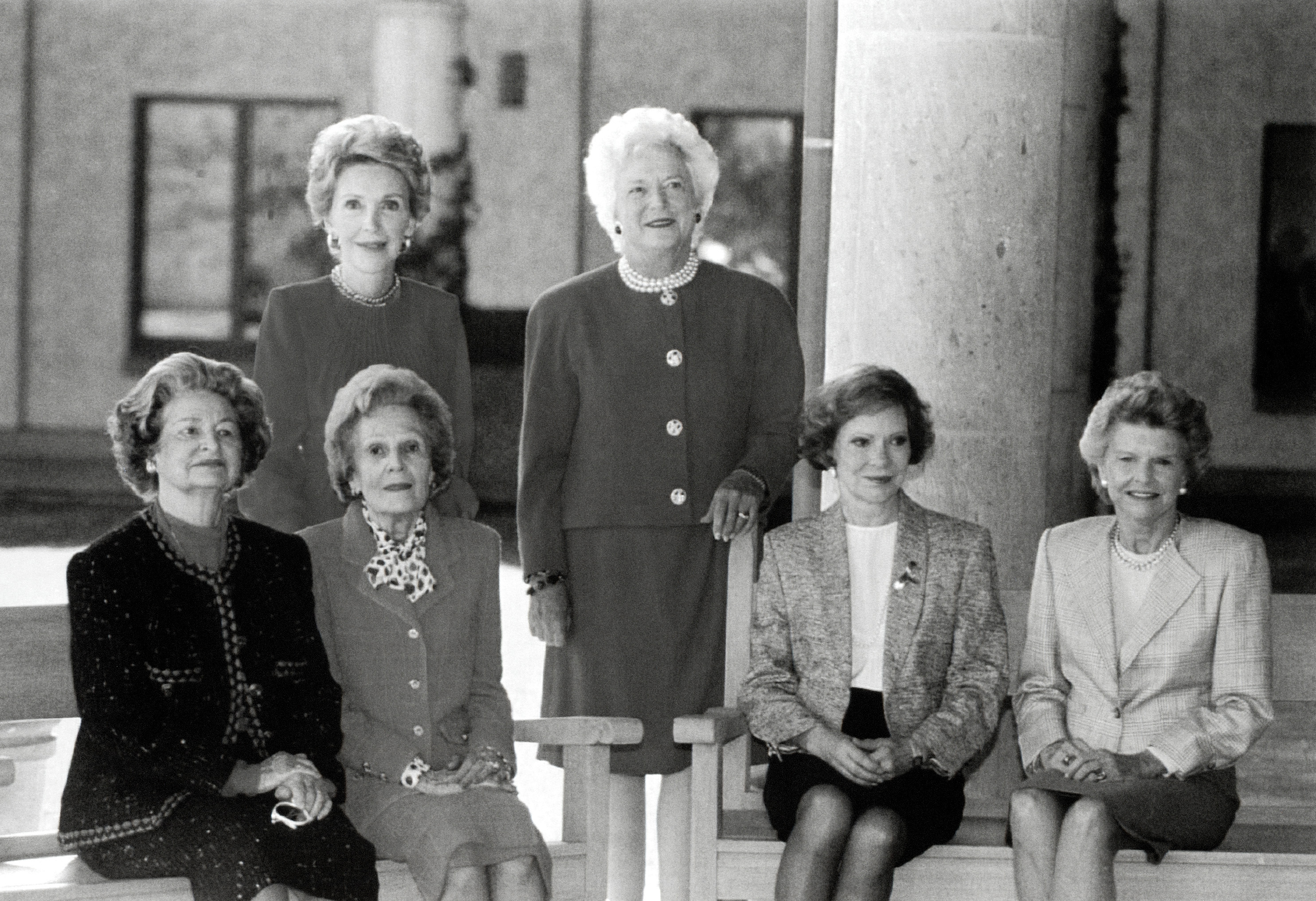
Le First Ladies Lady Bird Johnson, Pat Nixon, Rosalynn Carter, Betty Ford (prima fila, da sinistra a destra), Nancy Reagan e Barbara Bush (in piedi, da sinistra a destra) alla dedicazione della Ronald Reagan Presidential Library nel 1991.

Bush era nota per il suo affetto per il suo animale domestico, lo Springer Spaniel inglese Millie, e scrisse un libro per bambini sulla nuova cucciolata di Millie. Ha anche incluso Millie nel suo ritratto ufficiale della Casa Bianca, dipinto da Candace Whittemore Lovely. Barbara Bush è diventata la prima First lady degli Stati Uniti a ricevere l'Henry G. Freeman Jr. Pin Money Fund, ricevendo $ 36.000, la maggior parte dei quali ha dato a enti di beneficenza.
Alla Casa Bianca si è stupita ogni giorno da "quanto le cose fossero cambiate" per lei e suo marito da quando erano diventati presidente e first lady. Invece di una limousine, Bush ha provato a usare un'auto più piccola ea viaggiare in treno e su un aereo commerciale per i viaggi fuori città. I capi dei servizi segreti di Bush erano in parte contrari ai suoi desideri; Gli agenti hanno accettato l'utilitaria ma non hanno approvato il viaggio di lavoro e il viaggio in treno. A quel tempo, il numero di minacce alla First lady era superiore a quello del vicepresidente. Bush voleva ancora usare i mezzi pubblici nonostante l'opposizione dei servizi segreti. Era sconvolta dal fatto che i suoi voli sarebbero stati ritardati mentre gli agenti passavano attraverso gli aerei e i bagagli. L'aereo su cui ha volato Bush è stato soprannominato la "Stella Splendente". 
Ha tenuto il discorso di inaugurazione del Wellesley College nel 1990; il suo discorso è stato elencato come # 45 nella Top 100 Speeches of the 20th Century di American Rhetoric (elencati per rango).
Durante la campagna presidenziale del marito del 1992, Barbara Bush ha dichiarato che l'aborto e l'omosessualità sono questioni personali e ha sostenuto che il Partito Repubblicano non dovrebbe prendere posizione su questo, affermando che "le cose personali dovrebbero essere messe da parte, secondo lei. Il suo punto di vista personale sull'aborto è sconosciuto, anche se i suoi amici hanno riferito all'epoca che lei "sosteneva privatamente il diritto all'aborto". Ha spiegato: "Odio gli aborti, ma non potevo fare quella scelta per qualcun altro".
Quando Bush viveva alla Casa Bianca, ha rivelato di soffrire del morbo di Graves, che è una condizione della tiroide iperattiva.
Bush è stata più popolare del suo immediato predecessore Nancy Reagan e del suo successore Hillary Clinton perché ha accuratamente "evitato le polemiche" e ha preso pochissime posizioni pubbliche su questioni controverse.

## Nella cultura di massa
Nel film W. il suo personaggio fu interpretato dall'attrice Ellen Burstyn. 
Nel 2009, Barbara e Jenna Bush indirizzarono una lettera di solidarietà alle figlie del neoeletto presidente Obama, Malia e Sasha, ricordando a malincuore di sapere «cosa vuol dire crescere alla Casa Bianca».